# Сімо Пууппонен
Сімо Тапіо Пууппонен (фін. Simo Tapio Puupponen; *23 жовтня 1915, Куопіо — †11 жовтня 1967, Гельсінкі) — фінський письменник, романіст. Творчість цього письменника, що писав під псевдонімом А́апелі (Aapeli), доволі багатогранна: від коротких саркастичних оповідок — до історичних романів, від філософських новел — до книжечок для дітей.
Вже при життю його творчість була визнаною в країні, він отримував престижні літературні нагороди та премії. Частина його доробку була екранізованою, особливо запам'яталася фінська екранізація, в 1961 році, його твору «Pikku Pietarin piha» з закадровою озвучкою самим автором книги.

## Творчий доробок
Романи:
- Siunattu hulluus (1948)
- Meidän Herramme muurahaisia: Kavalkadi pienestä kaupungista (1954)
- Koko kaupungin Vinski (1954)
- Vinski ja Vinsentti (1956)
- Pikku Pietarin piha (1958)
- Alvari kananvahti (1961)
- Pekko, runoilijan poika (1965)

Новели, оповідання
- Mörkki monologi (1946)
- Onnen pipanoita: Eli viisikymmentä juttua elämän aurinkoiselta puolelta (1947)
- Pajupilli: Pakinoita (1950)
- Mutahäntä ja muita (1953)
- Sipuleita: Lapsellisia juttuja (1947)
- Onnipussi eli 110 pikkujuttua sieltä täältä (1957)
- Onko koira kotona?: Pakinoita (1960)
- Puuhevonen pakkasessa: Familiäärejä kertomuksia triviaaleista aiheista (1962)
- Timonen ja muita tuttavia (1963)
- Kissa, kissa, kissa: Pakinoita (1967)
- Körkki mörkki (2000)

Інша творчість:
- Hermanni Hulukkonen ja puolisonsa Eveliina (1968)
- Aapelin valitut ilot (1972)
- Aapelin valitut pakinat (1979)
- Aapelin lukemattomat (1986)
- Alapertin pitkä sota: Pakinoita sodan ajalta 1941—1944 (1986)